# Петър Пенчев (футболист)
Петър Пенчев е бивш български футболист, защитник и настоящ треньор на Ботев (Пловдив).

## Професионална кариера
Юноша на Ботев (Пловдив), играл е в редица български клубове. През 2020 г. е обявен за старши треньор на Ботев (Пловдив).